# Аутодафе (картина Гойи)
Аутодафе ( исп. 
Auto de fe de la Inquisición ) — картина испанского живописца Франсиско Гойи, написанная в период с 1812 по 1819 год. На данный момент находится в Королевской академии изящных искусств Сан-Фернандо в Мадриде.

## Описание картины

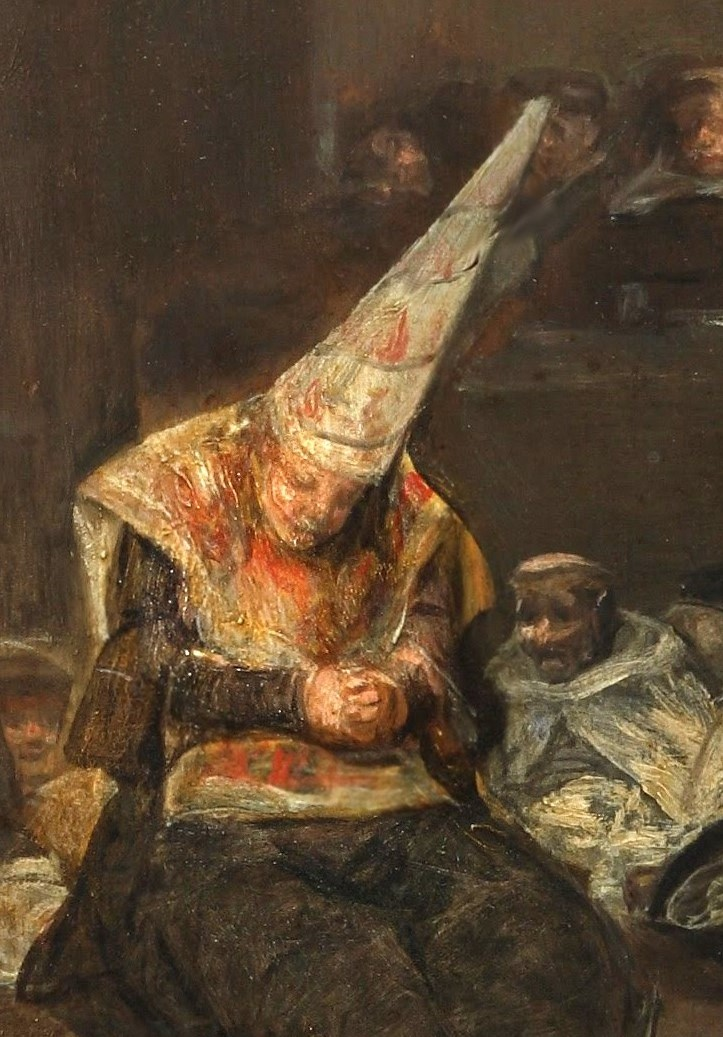
Фрагмент картины

На картине изображён Аутодафе — церковный трибунал над еретиками времён испанской инквизиции. 
По композиции картина разделена на две контрастные зоны. С левой, освещенной стороны, изображена группа лиц, прежде всего монахов (доминиканцев и францисканцев) и инквизиторов, а также четверых подсудимых в характерных для времен инквизиции позорных санбенито и колпаках. Подсудимые выслушивают приговор, оглашаемый одним из монахов с кафедры или трибуны. На правой же части полотна, за одной из колонн, изображена бесформенная толпа зрителей,  сливающаяся с мрачной стеной.  В центре изображён одетый в черные одеяния монах с золотым крестом на груди, который указывает левой рукой на осужденных, однако не глядя на них, тем самым выражая свое к ним презрение. 
Вся картина пропитана мрачной и угнетающей атмосферой.